# Милан П. Миловановић
Милан П. Миловановић (Београд, 19. фебруара 1971 — Београд, 2. новембар 2021) био је српски архитекта, историчар архитектуре, аудио-инжењер и музичар.

## Биографија
Био је син угледног архитекте Петра М. Миловановића. Детињство је провео у београдском стамбеном насељу Карабурма.
Након завршене средње Архитектонске техничке школе постао је архитектонски техничар за високоградњу 1989. године. Био је ђак чувене припремне школе за студије архитектуре, познате под именом ”АРД” припремни течај за студије архитектуре, коју је водио архитекта Михаило Чанак. Године 1989. уписао је Архитектонски факултет Универзитета у Београду, на којем је 1996. године постао апсоловент.
Поред пројектантске праксе, активно се бавио научно-истраживачким радом, нарочито на пољу историографије српске архитектуре, где остварује најзначајније резултате и највредније доприносе.
Поред архитектуре, бавио се и музиком. Похађао је у периоду од 1982. до 1986. године нижу музичку школу. Свирао је инструмент саксофон.
Од 1993. до 2003. године био је новинар у општинском листу ”Врачарски гласник”. Од 2006. године радио је као аутор, новинар и музички сарадник емисија Радио Београда.
Оснивач је и први председник Удружења ”Стари Звук”, од 2010 до 2021. године.
Преминуо је 2. новембра 2021. године, а сахрањен 12. новембра на Новом гробљу, у Београду.

## Архитектонски рад
Миловановићев допринос на подручју архитектуре развијао се у два правца: пројектантске праксе и градитељске делатности, с једне, те историје српске архитектуре, с друге стране.
У пројектантску праксу се упушта још током студија архитектуре. У периоду Од 1995. до 2001. године учествује на бројним расписаним јавним конкурсима и изложбама. У успешној сарадњи са архитектом Стеваном Крунићем учествује у пројектовању и изградњи следећих објеката:
- Надзиђивање Више грађевинско-геодетске школе у Београду (идејно решење, 1997);
- Апотека, пословни простор и породична зграда проф. др М. Баошића у Београду (идејни, главни и извођачки пројекат, 1999);
- Црква и парохијски дом  Св. Василија Острошког на Бањици, у Београду (идејни и главни пројекат, 1999);
- Црква Св. Преображења Господњег на Видиковцу, у Београду (идејни и главни пројекат, те делови извођачког пројекта, 2000-2001).

На вишим годинама студија почиње се занимати за историју архитектуре. Током 1995. и 1996. године, уз сагласност архитектове породице, направио је општи попис и систематизацију заоставштине архитекте Момчила Белобрка. На подручју историографије српске архитектуре остварује импресивне резултате почетком новог века. Као један од сарадника учествује у припреми биографских јединица за први српски Лексикон неимара, чији је главни и одговорни уредник био Зоран Маневић, угледни и истакнути историчар архитектуре.
Био је изузетни познавалац београдске међуратне архитектуре. Јавно је наступао против рушења и уништавања градитељског наслеђа, попут куће у Тополској бр. 15, изграђене према нацртима архитекте Милана Шланга.
Идејни је аутор и градитељ више објеката у Србији, 1996-2005, укључујући објекте културе и сакралне објекте. Био је велики познавалац београдске Модерне. Између осталог, био је аутор Парохијског дома у порти храма Александра Невског у Београду.

## Музика
Преко тридесет година бавио се колекционарством, систематизацијом звучне грађе, дискографским истраживањима и дигитализацијом и звучном рестаурацијом. Бавио се и Интернет џез публицистиком.
Дигитализовао је и звучно рестаурисао, између осталог:
- Преко 400 плоча на 78 обртаја у минути из колекције Народна библиотека Србије;
- Део збирке магнетофонских трака и грамофонских плоча Музеја позоришне уметности Србије;
- Уникатну збирку звучних записа из колекције Рафаила Блама који садрже снимке Рафаила Блама и Јелене Вујановић; начињене у Немачкој крајем тридесетих година 20. века;
- Осамнаест плоча Спасе Милутиновића из приватних колекција;
- 42 уникатна ацетатна записа документарног типа и снимака из програма Радио Београда 1946-1955.

Аутор је и учесник низа радио и телевизијских емисија. Између осталог, аутор је и водитељ циклуса од 25 емисија ”Из музичке ризнице” емитованих на Међународном радију Србија, учесник више емисија на Радио Панчеву, Радио Београду и Радио Телевизији Србије (”Дигитализација архивског блага”, серија Трезор, емитовано 23.11.2010; ”Ревитализовани живот”, серија Трезор, емитовано 22.10.2013).
Аутор је једног од првих радова у Србији који се бави дистрибуцијом грамофонских плоча на 78 обртаја, објављеног у 
Зборнику Gesellschaft für Historische Tonträger 2009. Коаутор је рада о звучним записима као грађи за историографију југословенских народа. У сарадњи са Мр. Весном Александровић и Драгољубом Покрајцем, аутор је радова о дигитализацији, заштити и презентацији старих аудио записа. Учесник је и аутор презентација на више међународних скупова и конференција.
Коаутор је пројекта ”Ромско музичко наслеђе”, НВО ”Стари звук”, финансираног 2011. године од стране Министарства културе Србије.

## Објављени радови
- Милан Миловановић, Архитекта Григорије И. Самојлов, Руска емиграција у српској култури XX века, Београд 1994, стр. 308-314.
- Милан Миловановић, Градитељска делатност Григорија Самојлова у Лесковцу и околини, Лесковачки зборник Бр. 35 (1995), стр. 69-73.
- Милан Миловановић, Преглед делатности архитекте Александра Ивановича Медведева на подручју југоисточне Србије, Лесковачки зборник, Књ. 36 (1996), стр. 19-26.
- Милан Миловановић, За Ваљево везан, у Ваљеву заборављен, Ревија Колубара, бр. 28, Ваљево, август 1996, 18-25.
- Милан Миловановић, Један биоскоп и једно позориште, Политика, Београд, 6. 12. 1997, 24-25.
- Milan Milovanović, Beogradski arhitekta Rajko M. Tatić (1900–1979), АRD Review, XI, 21 (2001), pp. 7–10.
- D. Pokrajac, Milan P. Milovanović, V. Aleksandrović, Towards Serbian national sound archives—information system for storage, access and retrieval of restored sound recordings, Pregled NCD (2008), pp. 41–48.
- Милан Миловановић, у: Зоран Маневић, ур. Лексикон неимара = Encyclopaedia architectonica, Београд: Грађевинска књига, 2008.
- Milan Milovanović, Distribution of Carl Lindstrom products in Serbia, in Beiträge zur Geschichte der Schallplattenindustrie, (P. Gronow, C. Hofer, eds), Wien : Gesellschaft für Historische Tonträger, 2009, vol. 1, pp. 59–72
- Милан Миловановић, Архитекта Момчило Белобрк: Биографске цртице и преглед стваралаштва Момчила Белобрка, Време архитектуре - архитектура и урбанизам у Ваљеву 2004-2009, Друштво архитеката Ваљева, Ваљево, 2010. 30-45.
- Milan Milovanović, прилози у Михаило Блам, ”Jazz u Srbiji 1927-1944", Стубови културе 2010., стр. 97-101; 151-153.
- В. Александровић, Милан Миловановић, и др., Искључите телефоне - ово су тридесете!: изложба, каталог, Београд : Народна библиотека Србије, 2012.
- Milan Milovanović, Muzej džeza Miše Blama (каталог), Културни Центар Нови Сад, 2013.
- D. Pokrajac, M.Milovanovic, S. Spasojevic, S. Kozobarich, Komercijalni zvučni zapisi kao istoriografska građa za izučavanje istorije srpskog naroda do 1945, Leskovački zbornik, . 54 (54): 331—348,. Недостаје или је празан параметар |title= (помоћ) 2014.
- Milan Milovanović, I. Marković, Prilog proučavanju opusa arhitekte Dragiše Brašovana (1887-1965) - novootkriveni projekti, realizacije i dokumenti, Zbornik Matice srpske za likovne umetnosti 2016, vol. 44, pp. 347–366.
- Милан Миловановић, Иван Марковић, Силос у Смедереву: заоставштина индустријске архитектуре чешких градитеља, Смедеревски крај 1918-1941, Смедерево: Историјски архив, 2017, стр. 277-291.
- Иван Марковић, Милан Миловановић, На врелу неимарства: архитекти породице Татић: [изложба, 20. мај - 2. јун 2017. године, Народна банка Србије, Београд] (каталог), Хералдички клуб, 2017.
- Владимир Дуловић и Милан Миловановић, Архитектура за комшије: приручник за разумевање заборављеног модернистичког наслеђа Београда, Тачка комуникације, 2017.
- Милан Миловановић, Пројекат "Гостовања у Народном позоришту у Београду" [Електронски извор]: историјски снимци оперских представа од 1969. до 1989.. Диск 3
- Cavalleria rusticana [Zvučni snimak] Mascagni, Pietro, 1863-1945 = Маскањи, Пјетро, 1863-1945